# Aleksandar Mitrović
Aleksandar Mitrović (szerbül: Александар Митровић; Szendrő, 1994. szeptember 16. –) szerb válogatott labdarúgó, a szaúdi el-Hilál csatárja.

## Pályafutása

### Korai évek
Korán a Partizan utánpótlás csapatába került. Tapasztalatszerzés céljából a másodosztályú Teleoptik csapatába került, ahol 17 évesen debütált a Mladenovac ellen. Csereként állt be, a 73. percben gólt szerzett, a 88. percben kiállították.

### Partizan
2012 júniusában ő, és két másik Teleoptik csapattárs aláírt a Partizanhoz. Mitrovic 4 éves szerződést kötött a klubbal, később kivásárolták az árából. Első gólját egy Bajnokok-ligája selejtező mérkőzésen szerezte a máltai bajnok Valletta ellen. A 64. percben állt be, 9 perccel később talált be. 2012 augusztusában a norvég Tromsø ellen szerzett fejes gólt egy Európa-liga play off mérkőzésen. Három nappal később első bajnoki gólját is megszerezte a Jagodina ellen. 2012 novemberében a Crvena zvezda elleni derbin ő szerezte az első gólt, a Partizan végül kikapott 3-2-re. Öt nappal később az azerbajdzsáni Neftchi Baku elleni, 1-1 re végződő Európa-liga csoportkör meccsen lőtt gólt. A Partizanban 28 meccsen 13 gólt szerzett. A szerb sport portál, a Mozzart Sport az akkori szerb Super Liga legjobb 25 játékosa listáján a 3. helyet kapta.

### Anderlecht
2013. augusztus 12-én jelentették be, hogy Mitrovicot kivásárolták szerződéséből, és augusztus 30-tól az Anderlecht keretének tagja. Mitrovicot 5 millió euróért vásárolták meg, ami a belga klubnál rekord átigazolási összegnek számított. Első szezonjában bajnok lett, 32 meccsen 16 gólt szerzett. A Zulte-Waregem elleni, 4-3-as vereséggel végződő bajnoki meccsen debütált, a szünetben állt be Massimo Bruno helyére. Végül az Anderlecht az ő segítségével szerezte meg 33. belga bajnoki címét.
2013. november 27-én a 2013–2014-es UEFA-bajnokok ligájában, a Benfica ellen játszott először végig BL meccset kezdőként.
2014. július 20-án megnyerte a belga szuperkupát a csapattal, a Lokeren ellen, ő szerezte az első gólt.
Második belgiumi szezonjában 37 meccsen 20 gólt szerzett.
2014-ben belga bajnok, 2015-ben gólkirály lett.

### Newcastle United
2015 július 21-én a Newcastle bejelentette, hogy ötéves szerződést kötött Mitroviccsal, és 13 millió euróért megvették az Anderlechtől. Mitrovic azt mondta, reméli úgy fog játszani mint egykor a csapat legendája Alan Shearer. Augusztus 9-én debütált a Southampton elleni 2-2-es meccsen, Papiss Cissé helyére állt be a 75. percben. 20 nappal később, az Arsenal elleni meccsen piros lapot kapott a 16. percben. Első gólját Angliában a Manchester City ellen szerezte, így vezetett a Newcastle 0-1-re. A végeredmény viszont 6-1 lett a Citynek. A csapat első győzelme a Norwich City elleni 6-2 volt, Mitrovic egy gólt szerzett. Következő gólját a Tottenham ellen szerezte két perccel azután, hogy bejött a pályára csereként. A meccset 2-1-re nyerte a Newcastle.
A csapat végül kiesett, és a Championshipben folytatta. Mitrovic maradt a csapatnál.

### El-Hilál
2023. augusztus 19-én klubrekordért az el-Hilál csaptába igazolt.

### A szerb válogatottban
A szerb U19-es válogatott tagjaként részt vett a 2013-as U19-es labdarúgó-Európa-bajnokságon, amit meg is nyertek, őt választották a torna legjobbjának.
Ugyanebben az évben debütált a felnőtt válogatottban Kolumbia ellen.

#### Mérkőzései a szerb válogatottban
| Válogatott | Év       | Pályára lépés | Gól |
| ---------- | -------- | ------------- | --- |
| Szerbia    | 2013     | 3             | 1   |
| Szerbia    | 2014     | 7             | 0   |
| Szerbia    | 2015     | 8             | 1   |
| Szerbia    | 2016     | 8             | 5   |
| Szerbia    | 2017     | 7             | 4   |
| Szerbia    | 2018     | 13            | 12  |
| Szerbia    | 2019     | 9             | 11  |
| Szerbia    | 2020     | 6             | 2   |
| Szerbia    | 2021     | 8             | 8   |
| Szerbia    | 2022     | 10            | 8   |
| Szerbia    | 2023     | 8             | 5   |
| Összesen   | Összesen | 87            | 57  |

## Sikerei, díjai

### Klub
- Partizan
  - Szerb bajnok: 2012–13
- Anderlecht
  - Belga bajnok: 2013–14
  - Belga szuperkupa: 2014
- Newcastle United
  - Angol másodosztály bajnok: 2016–17
- Fulham
  - Angol másodosztály bajnok: 2021–22

### Válogatott
- Szerbia U19
  - U19-es labdarúgó-Európa-bajnokság: 2013

### Egyéni
- Szerb SuperLiga – Az év csapata: 2012–2013
- U19-es Európa-bajnokság – A torna játékosa: 2013
- U19-es Európa-bajnokság – A torna csapata: 2013
- Belga bajnokság – Gólkirály: 2014–15
- EFL Championship – A hónap játékosa: 2018 március, 2018 április, 2019 október, 2021 október
- Az év szerb labdarúgója: 2018
- Fulham – A szezon játékosa díj: 2019–20
- UEFA Nemzetek Ligája – Gólkirály: 2018–19
- EFL Championship – Gólkirály: 2019–20, 2021–22
- EFL Championship – Az év csapata (PFA): 2019–20, 2021–22
- EFL Championship – A szezon játékosa díj: 2021–22